# Leptotyphlops nasalis
Leptotyphlops nasalis este o specie de șerpi din genul Leptotyphlops, familia Leptotyphlopidae, descrisă de Taylor 1940. Conform Catalogue of Life specia Leptotyphlops nasalis nu are subspecii cunoscute.